# 贝尔特兰 (保加利亚)
贝尔特兰·托诺夫斯基（Beltrán Turnovski，1999年3月23日—），出生于马德里。保加利亚王子，萨克森-科堡-哥达王子，萨克森公爵。是保加利亚前王储维利可特诺亲王卡尔达姆的次子。